# Total Drama Action
Total Drama Action is een Canadese animatie/realityserie, bedacht door Jennifer Pertsch en Tom McGillis. Het is de tweede van de Total Drama-series. De serie werd oorspronkelijk uitgezonden op Teletoon van 11 januari 2009 tot 10 juni 2010. De serie telt 27 afleveringen.

## Plot
Net als zijn voorganger, Total Drama Island, is Total Drama Action een fictieve realityserie waarin verschillende teams van deelnemers het tegen elkaar opnemen in uitdagingen, om te proberen de anderen weggestemd te krijgen.
Alle personages hebben ook meegedaan in Total Drama Island. Nadat Owen Gwen versloeg in de finale (deze aflevering had de titel: 'The very last episode, really) bleven alle kandidaten op het eiland nadat Chris had gezegd dat er een koffer met $1.000.000 op het eiland verstopt was. Alle kandidaten zochten hierna naar de koffer. Na een wilde jacht op het geld werd de koffer opgegeten door een krokodil. Hierna zei Chris dat 14 kandidaten om het geld zouden strijden in seizoen 2 van Total Drama, genaamd Total Drama Action
De serie speelt zich af op het terrein van een verlaten filmstudio, en alle uitdagingen zijn op films gebaseerd. In de eerste ronde vallen al twee deelnemers af, waarna de rest wordt gesplitst in twee groepen: de Screaming Gaffers gekozen door Gwen, en de Killer Grips gekozen door Trent. De teams zijn gekozen in aflevering 3, nadat Gwen en Trent in aflevering 2 de proef wonnen.De uitdagingen in de serie zijn verdeeld in twee soorten: beloningen, waarin de winnaar een speciale prijs krijgt, en eliminatie, waarin het verliezende team 1 teamlid moet wegstemmen. Zodra er nog acht deelnemers over zijn, worden de teams opgeheven en is het ieder voor zich.
Het hele gebeuren wordt eveneens gevolgd via een fictieve show genaamd TDA Aftermath, waarin weggestemde deelnemers worden geïnterviewd. Deze show werd gepresenteerd door Bridgette en Geoff, de 2 kandidaten die het eerst weggestemd werden. Hierin worden ook vreemde spelletjes gespeeld met de afgevallen deelnemers zoals "True or Hamer" waarin deelnemers de waarheid moeten spreken, anders worden ze geslagen met een enorme moker.

## Deelnemers
In dit seizoen doen 15 deelnemers uit het vorig seizoen mee. De deelnemers zijn Beth, Bridgette, DJ, Duncan, Geoff, Gwen, Harold, Heather, Izzy, Justin, LeShawna, Lindsay, Owen en Trent. Courtney was eigenlijk geen deelnemer, maar spande een rechtszaak aan. Ze won de rechtszaak, debuteerde in aflevering 13 en werd bij de Killer Grips geplaatst.
| Plaats | Naam      | Team    | 1                   | 2                   | 3                   | 4                   | 5                   | 6                   | 7                   | 8                   | 9                   | 10                  | 11                  | 12                  | 13 | 14                     | 15                     | 16                     | 17                     | 18                     | 19                     | 20                     | 21 | 22 | 23 | 24 | 25 | 26      | 27   |
| ------ | --------- | ------- | ------------------- | ------------------- | ------------------- | ------------------- | ------------------- | ------------------- | ------------------- | ------------------- | ------------------- | ------------------- | ------------------- | ------------------- | -- | ---------------------- | ---------------------- | ---------------------- | ---------------------- | ---------------------- | ---------------------- | ---------------------- | -- | -- | -- | -- | -- | ------- | ---- |
| 1      | Duncan    | Gaffers | W                   | I                   | W                   | W                   | W                   | I                   | I                   | W                   | W                   | W                   | W                   | I                   | G  | I                      | I                      | I                      | R                      | I                      | R                      | I                      | R  | I  | I  | I  | W  | WINNAAR | PASS |
| 2      | Beth      | Grips   | I                   | I                   | I                   | I                   | I                   | I                   | W                   | I                   | I                   | I                   | I                   | I                   | I  | W                      | W                      | I                      | I                      | I                      | I                      | I                      | I  | I  | W  | W  | W  | TWEEDE  | FAIL |
| 4/3    | Owen      | Grips   | W                   | I                   | I                   | I                   | R                   | I                   | W                   | I                   | I                   | I                   | I                   | I                   | U  | terug in aflevering 21 | terug in aflevering 21 | terug in aflevering 21 | terug in aflevering 21 | terug in aflevering 21 | terug in aflevering 21 | terug in aflevering 21 | I  | I  | I  | U  |    |         | PASS |
| 4/3    | Courtney  | Grips   | Vanaf aflevering 13 | Vanaf aflevering 13 | Vanaf aflevering 13 | Vanaf aflevering 13 | Vanaf aflevering 13 | Vanaf aflevering 13 | Vanaf aflevering 13 | Vanaf aflevering 13 | Vanaf aflevering 13 | Vanaf aflevering 13 | Vanaf aflevering 13 | Vanaf aflevering 13 | R  | W                      | W                      | W                      | W                      | I                      | W                      | I                      | W  | I  | R  | U  |    |         | PASS |
| 5      | Harold    | Gaffers | W                   | I                   | W                   | W                   | W                   | I                   | I                   | W                   | W                   | W                   | W                   | I                   | W  | I                      | I                      | I                      | I                      | I                      | I                      | I                      | I  | W  | U  |    |    |         | PASS |
| 6      | Lindsay   | Grips   | I                   | I                   | R                   | I                   | I                   | I                   | W                   | I                   | R                   | I                   | I                   | I                   | I  | W                      | W                      | W                      | I                      | I                      | I                      | W                      | U  |    |    |    |    |         | PASS |
| 7      | Justin    | Grips   | W                   | I                   | R                   | I                   | I                   | I                   | W                   | I                   | R                   | I                   | R                   | I                   | I  | W                      | W                      | I                      | I                      | I                      | U                      |                        |    |    |    |    |    |         | FAIL |
| 8      | LeShawna  | Gaffers | I                   | R                   | W                   | W                   | W                   | I                   | I                   | W                   | W                   | W                   | W                   | I                   | W  | I                      | R                      | I                      | U                      |                        |                        |                        |    |    |    |    |    |         | PASS |
| 9      | Heather   | Gaffers | I                   | I                   | W                   | W                   | W                   | I                   | R                   | W                   | W                   | W                   | W                   | I                   | W  | I                      | U                      |                        |                        |                        |                        |                        |    |    |    |    |    |         | PASS |
| 10     | Izzy      | Grips   | I                   | I                   | U                   | Terug in 7          | Terug in 7          | Terug in 7          | W                   | I                   | I                   |                     | U                   |                     |    |                        |                        |                        |                        |                        |                        |                        |    |    |    |    |    |         | PASS |
| 11     | DJ        | Gaffers | W                   | I                   | W                   | W                   | W                   | I                   | I                   | W                   | V                   |                     |                     |                     |    |                        |                        |                        |                        |                        |                        |                        |    |    |    |    |    |         | PASS |
| 12     | Gwen      | Gaffers | I                   | W                   | W                   | W                   | W                   | I                   | U                   |                     |                     |                     |                     |                     |    |                        |                        |                        |                        |                        |                        |                        |    |    |    |    |    |         | PASS |
| 13     | Trent     | Grips   | W                   | W                   | I                   | I                   | U                   |                     |                     |                     |                     |                     |                     |                     |    |                        |                        |                        |                        |                        |                        |                        |    |    |    |    |    |         | FAIL |
| 15/14  | Bridgette | Geen    | I                   | U                   |                     |                     |                     |                     |                     |                     |                     |                     |                     |                     |    |                        |                        |                        |                        |                        |                        |                        |    |    |    |    |    |         | PASS |
| 15/14  | Geoff     | Geen    | W                   | U                   |                     |                     |                     |                     |                     |                     |                     |                     |                     |                     |    |                        |                        |                        |                        |                        |                        |                        |    |    |    |    |    |         | FAIL |

- Beth is sinds 2013 de officiële Nederlandse winnaar, voor dit jaar werd het einde van de Canadese winnaar Duncan gebruikt.

## Productie
Net als Total Drama Island is Total Drama Action ontwikkeld en geproduceerd door Fresh TV. De voornaamste doelgroep van de serie was kinderen en tieners van 10 tot 15 jaar.
14 van de 22 castleden uit Total Drama Island keren weer terug in deze serie in dezelfde rollen, de overige 8 (Cody, Courtney, Eva, Ezekiel, Katie, Noah, Sadie en Tyler) mogen toekijken vanaf de zijlijn via de Total Drama Nababbelshow (Total Drama Aftermath). In de aflevering: "Ocean's eight, or nine komt er een vijftiende kandidaat in het spel Courtney.
Van de laatste aflevering werden twee versies gemaakt, met voor elke overgebleven kandidaat een einde waarin hij of zij won. Kijkers in Canada konden via de website van Teletoon (de originele Canadese uitzender) stemmen wie er volgens hen moest winnen. In Canada won Duncan, toch won Beth in vele landen en sinds 2013 wordt het einde van Beth ook gebruikt in Nederland.

## Nederlandse cast
- Chris McLean - Robin van der Velden
- Heather - Lottie Hellingman
- Owen - Stephan Evenblij
- Leshawna - Joanne Telesford
- Gwen - Meghna Kumar
- Trent - John Vooijs
- Justin - Levi van Kempen
- Noah - Florus van Rooijen
- Izzy - Donna Vrijhof
- Eva - Kiki Koster
- Duncan - Jim Bakkum
- DJ - André Accord
- Geoff - Antonie Kamerling
- Courtney - Ingeborg Wieten